# Taira concava
Espèce
Taira concava est une espèce d'araignées aranéomorphes de la famille des Amaurobiidae.

## Distribution
Cette espèce est endémique du Sichuan en Chine,. Elle se rencontre vers 1 600 m d'altitude sur le mont Emei.

## Description
Le mâle holotype mesure 4,74 mm et la femelle paratype 5,30 mm.

## Publication originale
- Zhang, Zhu & Song, 2008 : Revision of the spider genus Taira (Araneae, Amaurobiidae, Amaurobiinae). Journal of Arachnology, vol. 38, no 3, p. 502-512 (texte intégral).